# 教皇诺森十世像

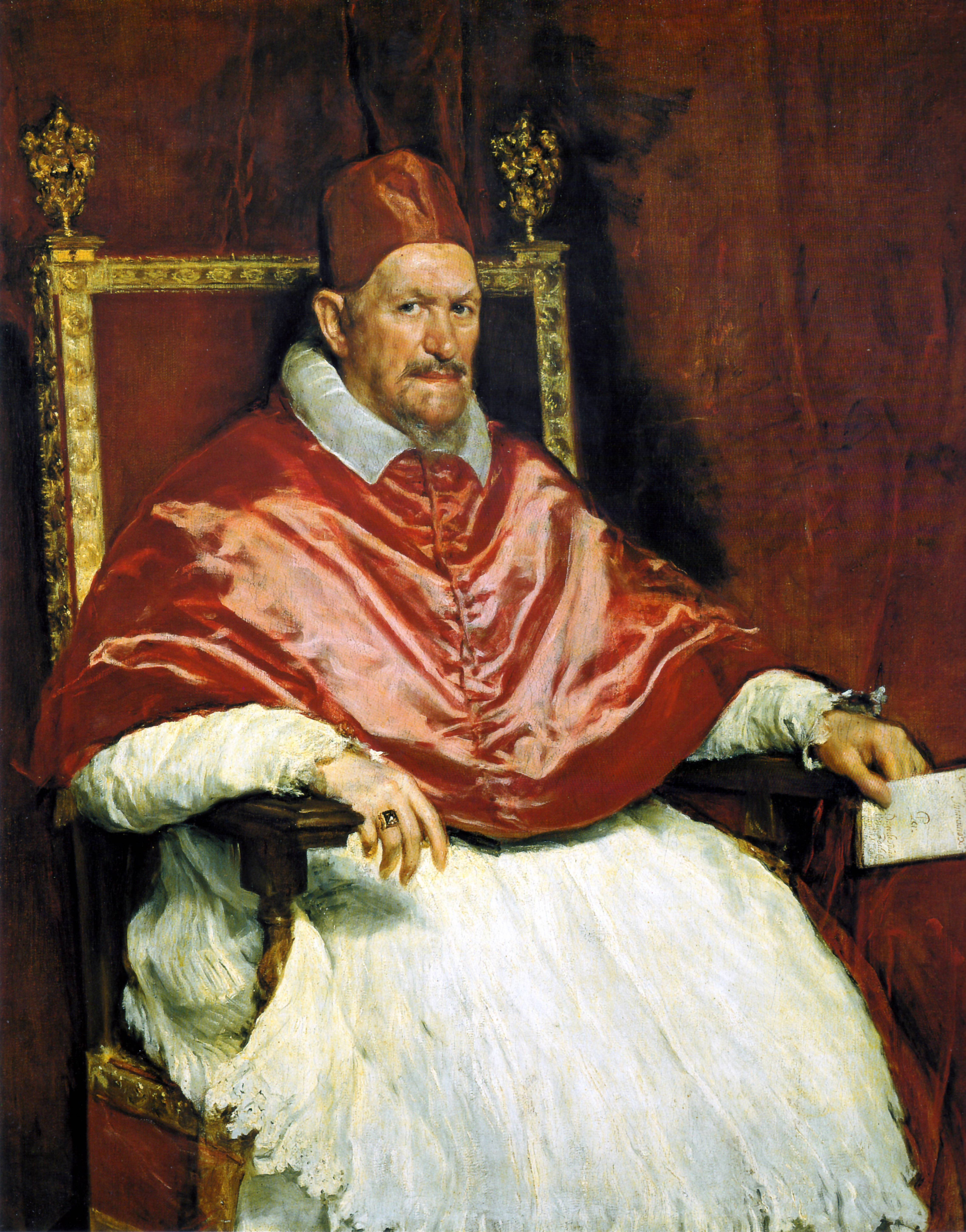
教宗依諾增爵十世像

《教宗依諾增爵十世像》（Pope Innocent X）是17世纪西班牙画家迪亞哥·委拉斯蓋茲的肖像画作品。1650年作。罗马，多利亚·潘菲利美术馆藏。
画中的教宗依諾增爵十世正襟危坐在一张华丽的安乐椅上，身体稍向左倾，紧锁的双眉下一对凶犯的眼睛射出阴森的光，狭长的脸上长着一只肥厚的略带鹰钩形的鼻子，紧闭的嘴唇边留着稀疏的髭须。
这副相貌威严中带着贪婪，阴险中含有狡诈。画像无以复加地再现了这个显赫权贵的外貌和性格特征。人物发光的红色僧袍、法衣和洁白的衬衣、绸裙构成了画面鲜明而变化丰富的色调。背景是暗红色的天鹅绒帷幕，座椅上镶嵌的金银宝石闪烁着光芒，整个画面既沉着厚重又金碧辉煌。
画像完成后，依諾增爵十世本人曾以赞叹而兼有不满的口气说：“画得太像！” 
这幅肖像是委拉斯蓋茲的杰作，也是欧洲绘画史上最卓越的现实主义肖像名作之一。后世的许多著名画家都曾对这幅画推崇备至，把它奉为绘画之奇迹和典型。